# Vestec (Náchodi járás)
Vestec település Csehországban, Náchodi járásban. Vestec Žernov, Velký Třebešov, Hořičky, Lhota pod Hořičkami, Česká Skalice, Litoboř és Chvalkovice településekkel határos. Lakosainak száma 187 fő (2024. január 1.).

## Népesség
A település lakosságának változását az alábbi diagram mutatja:
| Lakosok száma | 470  | 440  | 360  | 252  | 133  | 115  | 178  | 182  | 183  | 187  |
|               | 1869 | 1890 | 1921 | 1950 | 1980 | 2001 | 2017 | 2019 | 2022 | 2024 |